# K2-72
K2-72 es una enana roja fría localizada en la constelación de Acuario a aproximadamente 227 años luz (70 pársecs) de la Tierra. Alberga a cuatro planetas, todos más pequeños que la Tierra, con dos de ellos dentro de la zona habitable.

## Nomenclatura e historia
K2-72 también tiene el número de catálogo de 2MASS J22182923-0936444.

## Características estelares
K2-72 es una estrella del tipo M que es de aproximadamente el 21% de la masa y 23% del radio del Sol. Tiene una temperatura de superficie de 3497 K y su edad es desconocida. En comparación, el Sol tien aproximadamente 4,6 miles de millones años de edad y tiene una temperatura de superficie de 5778 K.
La magnitud aparente de la estrella, o qué tan brillante aparece desde la perspectiva de la tierra, es desconocida.

## Sistema planetario
La estrella es conocida por albergar a cuatro planetas (K2-72 b, K2-72 c, K2-72 d y K2-72 e) con dos orbitando en la zona habitable. Todos son más pequeños que la Tierra de acuerdo a alguna magnitud.